# ريكاردو كيشنا
ريكاردو كيشنا (بالهولندية: Ricardo Kishna)‏ (المولود في 4 يناير / كانون الثاني 1995 في مدينة لاهاي) هو لاعب كرة قدم هولندي من أصل سورينامي يلعب نادي لاتسيو روما الايطالي بالدور الايطالي الممتاز و
الفريق الوطني الهولندي تحت سن 21 ويفضل اللعب كمهاجم في خط الجناح الأيسر ويلعب بالقدم اليسرى.

## مشواره الكروي المحلي والوطني
انضم كيشنا إلى نادي أياكس أمستردام في عام 2010 قادماً من فريق آدو دن هاخ بلاهاي وهو لم يتجاوز بعد سن الخامسة عشرة، حيث بدأ نشاطه في الميادين الخضراء ضمن صفوف صغار الناشئين منذ سن التاسعة واضعاً بذلك أساس مستقبله الكروي الاحترافي. وفي 13 مايو / أيار 2011 ، وقع أول عقد له للعب مع فريق أياكس أمستردام حتى يونيو / حزيران 2014. وفي موسم 2013/14 لعب كيشنا مع فريق أياكس أ-1 تحت سن التاسعة عشرة، في دوري نايك أ- جونيورز الهولندي ودوري أبطال أوروبا للشباب 2013-14، وفي غضون ذلك تم الإعلان على أن كل من ريكاردو كيشنا، واللاعبين خايرو ريديفال (مدافع بنادي أياكس) وريتشيدلي بازور سينضمون إلى الفريق الأول الهولندي في معسكر تدريبي في تركيا خلال فترة الانتقالات الشتوية. وبعد أول ظهور له مع الفريق الأول الهولندي في مباراة ودية على كأس أنطاليا، في 11 يناير / كانون الثاني 2014 ضد الفريق التركي طرابزون سبور، أعلن المدير الفني للمنتخب فرنك دي بور أن كيشنا لن يعود إلى منتخبات فريق تحت سن 19 عاما بعد العطلة الشتوية، ولكنه سينضم إلى الفريق الاحتياطي الهولندي يونغ أياكس في الدوري الهولندي لكرة القدم الدرجة الثانية. وفي 15 يناير / كانون الثاني 2014 تم الإعلان عن تمديد كيشنا لعقده مع نادي اياكس لموسمين إضافيين للعب حتى صيف عام 2016، مع خيار التمديد لسنة أخرى إضافية.
بدأ كيشنا مشواره في الكرة الاحترافية في 17 يناير / كانون الثاني 2014 حيث لعب لفريق الشباب أياكس يونغ في أول مباراة خسرها أمام نادي إف. سي إيمين بأربعة أهداف مقابل لا شيء، وتم استبداله في الدقيقة 59 باللاعب عبد المالك الحسناوي. وفي 10 فبراير / شباط عام 2014 سجل كيشنا أول أهدافه في اللعب الاحترافي مع فريق يونغ أياكس في الدقيقة 52 من عمر المباراة التي أحرز فيها فريقه أربعة أهداف مقابل هدف واحد ضد الفريق الضيف في. في. في. فينلو ، ثم سجل كيشنا مرة أخرى هدفاً في مباراة تالية ضد فريق إف. سي دوردريخت المدرج في المركز الأول بجدول الدوري لتصبح النتيجة 1-1، وبذلك ساعد فريقه الاحتياطي على تأمين نقطة. وفي 19 فبراير / شباط 2014 أعلن فرانك دي بوير عن اختيار كيشنا ضمن تشكلية 18 رجل المكونة لفريقه قبيل فترة قليلة من بدء مباراة الدوري الأوروبي المقامة على أرضه أمام ريد بول سالزبورغ، وهي المرة الأولى التي يتم فيها اختيار كيشنا للفريق الأول للعب في مباراة احترافية، ومن ثم بدأ كيشنا مشواره مع الكرة الاحترافية في 20 فبراير / شباط 2014 في مباراة ضد ريد بول سالزبورغ، ليحل محل اللاعب كولبين سيغبورسون في الدقيقة 60 من عمر المباراة التي خسرها فريقه في عقر داره بصفر مقابل ثلاثة أهداف. وبعد ثلاثة أيام ظهر كيشنا لأول مرة في الدوري الهولندي الممتاز ضمن الفريق الأول في مباراة الفوز ضد ضيفه فريق إي زد ألكمار بأربعة أهداف مقابل لا شيء، وسجل فيها كريشنا هدفاً لأول مرة في الدوري الهولندي الممتاز في الدقيقة 61، بعد أن تم استبدال اللاعب بويان كركيتش به في الدقيقة 46 من مباراة دربي شمال هولندا.

## مسيرته الدولية
كان أول ظهور لكيشنا ضمن المنتخب الوطني الهولندي للشباب تحت سن الخامسة عشرة في مباراة ودية ضد الفريق التركي المماثل في 8 أكتوبر / تشرين الأول 2009 م انتهت بفوز الفريق الزائر الهولندي بهدفين مقابل هدف واحد  وتوالى ظهوره بعد ذلك لأربع مرات في صفوف الشباب تحت سن الخامسة عشرة. وفي 26 أكتوبر / تشرين الأول 2010 لعب ضمن فريق الناشئين الهولندي تحت سن السادسة عشرة في مباراة فال دي مارني في العاصمة الفرنسية باريس ضد الفريق الفرنسي مسجلاً فوزاً بهدفين مقابل هدف واحد للفريق المضيف، ثم لعب مباريتين أخريين سجل خلالهما هدفاً واحداً.

### أدائه الكروي في الأندية
آخر تحديث 2014-02-28.
| أداء الأندية | أداء الأندية   | أداء الأندية            | الدوري | الدوري | الكؤوس     | الكؤوس     | على مستوى القارة1 | على مستوى القارة1 | أخرى2 | أخرى2 | المجموع | المجموع |
| الموسم       | النادي         | الدوري                  | ظهور   | اهداف  | ظهور       | اهداف      | ظهور              | اهداف             | ظهور  | اهداف | ظهور    | اهداف   |
| مستوى هولندا | مستوى هولندا   | مستوى هولندا            | الدوري | الدوري | كأس هولندا | كأس هولندا | مستوى أوروبا      | مستوى أوروبا      | أخرى  | أخرى  | المجموع | المجموع |
| ------------ | -------------- | ----------------------- | ------ | ------ | ---------- | ---------- | ----------------- | ----------------- | ----- | ----- | ------- | ------- |
| 2013–14      | أياكس أمستردام | الدوري الهولندي الممتاز | 8      | 1      | 1          | 0          | 1                 | 0                 | 0     | 0     | 10      | 1       |
| المجموع      | مستوى هولندا   | مستوى هولندا            | 8      | 1      | 1          | 0          | 1                 | 0                 | 0     | 0     | 10      | 1       |
| الإجمالي     | الإجمالي       | الإجمالي                | 8      | 1      | 1          | 0          | 1                 | 0                 | 0     | 0     | 10      | 1       |

1  يشمل مباريات الاتحاد الأوروبي لكرة القدم وبطولة أمم أوروبا لكرة القدم .
2  يشمل منافسات درع يوهان كرويف 
أداء الاحتياطي
| أداء النادي  | أداء النادي  | أداء النادي  | الدوري | الدوري | المجموع | المجموع |
| الموسم       | النادي       | الدوري       | ظهور   | اهداف  | ظهور    | اهداف   |
| مستوى هولندا | مستوى هولندا | مستوى هولندا | الدوري | الدوري | المجموع | المجموع |
| ------------ | ------------ | ------------ | ------ | ------ | ------- | ------- |
| 2013–14      | يونغ أياكس   | دوري جوبلير  | 6      | 2      | 6       | 2       |
| المجموع      | مستوى هولندا | مستوى هولندا | 6      | 2      | 6       | 2       |
| الإجمالي     | الإجمالي     | الإجمالي     | 6      | 2      | 6       | 2       |

## روابط خارجية
- ريكاردو كيشنا على موقع الاتحاد الأوربي (الإنجليزية)
- ريكاردو كيشنا على موقع قاعدة بيانات كرة القدم.إي يو (الإنجليزية)
- ريكاردو كيشنا على موقع Soccerway.com (الإنجليزية)
- ريكاردو كيشنا على موقع عالم كرة القدم.نت (الإنجليزية)
- ريكاردو كيشنا على موقع AS.com (الإسبانية)